# Albert Cim
Albert Cim, al secolo Albert Cimochowski (Bar-le-Duc, 22 ottobre 1845 – Parigi, 8 maggio 1924), è stato un romanziere, bibliografo e critico francese.

## Biografia

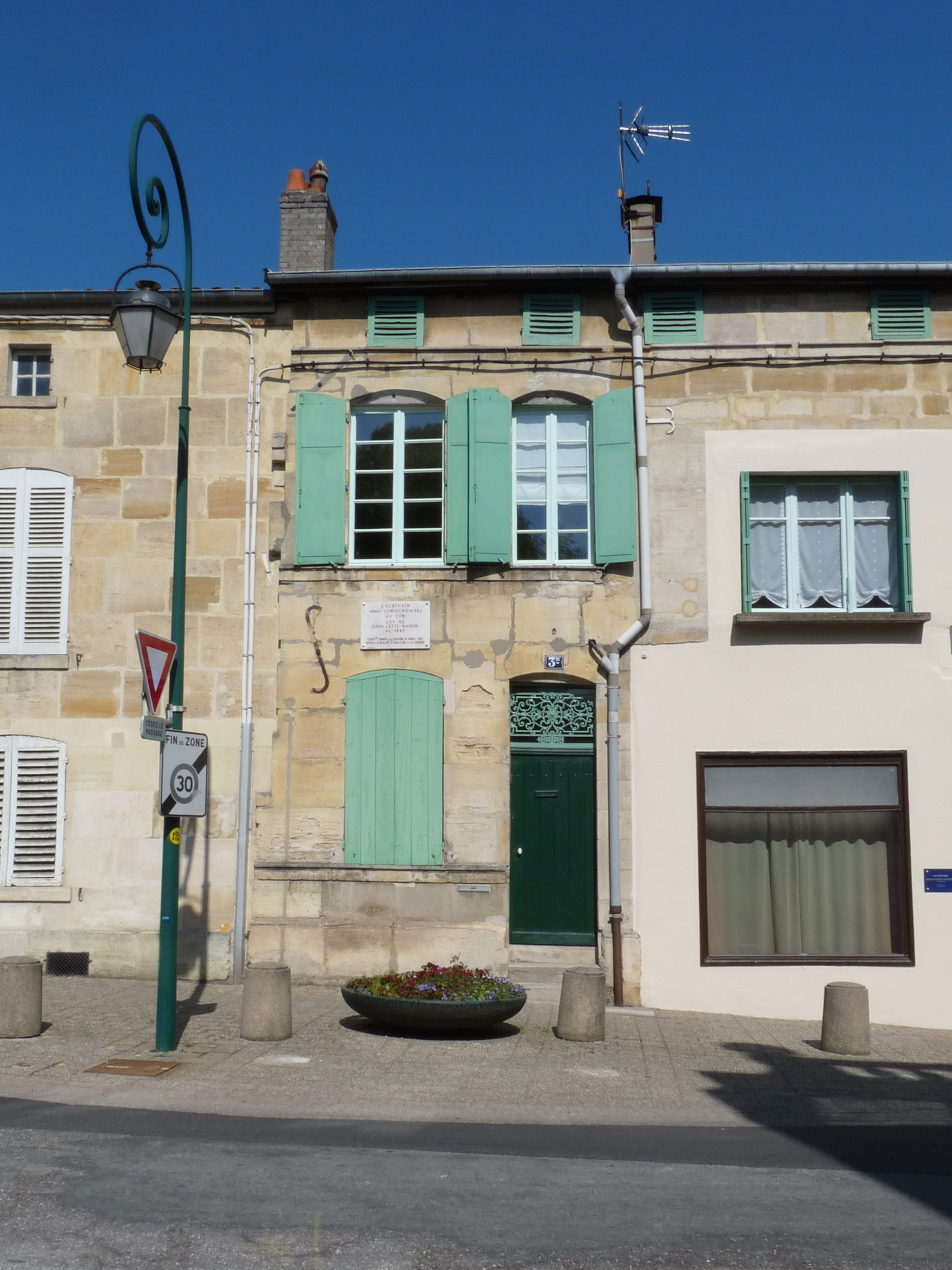
La casa natale di Albert Cim a Bar-le-Duc.

Nato da madre francese e da padre polacco, un ufficiale rifugiatosi in Francia dopo l'insurrezione polacca del 1830, Albert Cimochowski inizia nel 1861 a Parigi una carriera di funzionario delle Poste e telegrafi e, sotto il nome di Albert Cim, esordisce nel giornalismo con articoli di filologia, di critica e di bibliografia che vengono presto notati. Egli collabora a numerosi giornali, compresi quelli "leggeri" (La Gaudriole) e tiene la rubrica Revue littéraire del Radical dal 1881 al 1894, poi del National dal 1895 al 1897. Partecipa pure alla redazione del Dictionnaire de la langue française di Émile Littré. Parallelamente alla redazione del Dizionario pubblica in libreria delle opere per i giovani e dei romanzi, che gli valgono cinque volte di essere laureato presso l'Académie française, come studi documentali, letterari e bibliografici. Nel 1896 diventa bibliotecario presso il sottosegretariato di Stato delle Poste e telegrafi. Diventa anche membro della Société des gens de lettres, di cui è due volte vice-presidente.

## Memorie
- A Bar-le-Duc una via è a lui dedicata.
- Sulla sua casa natale, al n. 3 bis di rue de la Résistance, è posta una lapide commemorativa.

## Opere
- Jeunesse, mœurs de province (1880)
- Service de nuit (1885)
- Amis d'enfance (1887)
- Institution de demoiselles, mœurs parisiennes (1887)
- Deux malheureuses (1888) Texte en ligne  (PDF)
- La Rue des Trois Belles (1888)
- Un Coin de province (1889)
- Les Prouesses d'une fille (1890)
- Bas-Bleus: Adolphine la lesbienne (1891)
- Bonne Amie (1892)
- En pleine gloire, histoire d'une mystification (1893)
- Spectacles enfantins (1893)
- Demoiselles à marier (1894)
- Joyeuse Ville (1894)
- Histoire d'un baiser (1894) Texte en ligne  (PDF)
- Fils unique. Le neveu de M.lle Papillon (1895) Texte en ligne
- Le Célèbre Barastol, vie et aventures d'un commis voyageur (1896)
- Grand'-Mère et petit-fils (1896)
- Fils unique. Le Neveu de M.lle Papillon (1896)
- Césarin, histoire d'un vagabond (1897) Texte en ligne Archiviato il 21 novembre 2018 in Internet Archive.
- La Petite Fée (1898)
- Jeunes Amours (1898)
- Émancipées (1899)
- Farceurs (1900)
- Mademoiselle Cœur d'Ange, histoire d'une tante, de ses neveux, de ses nièces et de ses bêtes (1900)
- Une bibliothèque : l'art d'acheter les livres, de les classer, de les conserver et de s'en servir (1902) Texte en ligne  (PDF)
- Le Dîner des gens de lettres : souvenirs littéraires (1903) Texte en ligne  (PDF)
- Amateurs et voleurs de livres : emprunteurs indélicats, voleurs par amour des livres, voleurs par amour de l'argent ; vols dans les bibliothèques publiques, chez les éditeurs, libraires, bouquinistes, etc. (1903. Réédition : Ides et Calendes, Neuchâtel, 1998.
- Le Petit Léveillé (1903) Texte en ligne  (PDF)
- Le Roman d'un bon garçon (1904)
- Contes et souvenirs de mon pays (1904) Texte en ligne  (PDF)
- Mes amis et moi (1905)
- Le Livre : historique, fabrication, achat, classement, usage et entretien (5 volumes, 1905-1908) Texte en ligne : tome I (projet en cours)
- Les Quatre fils Hémon (1906)
- Le Chansonnier Émile Debraux, roi de la goguette, 1796-1831 (1910)
- Bureaux et bureaucrates, mémoires d'un employé des PTT (1910)
- La Revanche d'Absalon (1911)
- Disparu ! Histoire d'un enfant perdu (1912)
- Mes vacances : chasse à l'ours ; deux amis, le père Laverdure et son chien Finaud ; la brouette de mon grand-père ; pensionnaires !… etc., etc. (1912)
- Le Gros Lot (1913)
- Mystificateurs et mystifiés célèbres (1913)
- Entre camarades (1914)
- Les Coulisses du monde littéraire : Nina de Villard et son salon (1919)
- Les Femmes et les livres (1919)
- Récréations littéraires. Curiosités et singularités, bévues et lapsus, etc. (1920) Texte en ligne  (PDF)
- Nouvelles Récréations littéraires et historiques. Curiosités et Singularités. Bévues et Lapsus, etc. Historiens. Philosophes. Orateurs. Médecins. Politiciens. Journalistes. Ecclésiastiques. Femmes écrivains. Appendice. Coquilles typographiques (1921)
- Deux cousins (1921)
- Petit Manuel de l'amateur de livres (1923) Texte en ligne (multiples formats) version Html enrichie)
- Amis d'enfance (1924)
- Le Travail intellectuel. L'Ordre, la clarté, l'écriture, manies des écrivains, Paris, Félix Alcan, coll. Bibliothèque de philosophie contemporaine (1924) Texte en ligne  (PDF)

## Fonti
- Elementi biografici da (FR)   C.-E. Curinier, Dictionnaire national des contemporains, vol. II, 1899-1919, pp. 329-330